# Kara DioGuardi

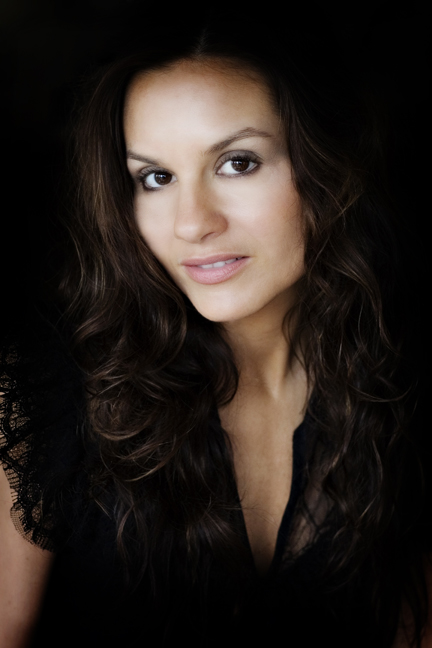
Kara DioGuardi

Kara DioGuardi (* 9. Dezember 1970 in Scarsdale, New York) ist eine US-amerikanische Musikproduzentin, Songschreiberin und Popmusikerin.

## Werdegang
DioGuardis Vater Joseph J. DioGuardi ist der Sohn albanischer Einwanderer und war Abgeordneter des US-Kongresses. Sie selbst wuchs in New Rochelle auf und besuchte eine konservative Privatschule. Nach dem High-School-Abschluss studierte sie zunächst (bis 1993) Politikwissenschaften an der Duke University in Durham (North Carolina) und arbeitete dann für das Billboard Magazine. Zwischen 1999 und 2001 machte sie gemeinsam mit Jon Wolfson eigene Aufnahmen unter dem Namen MaD DoLL.
Während ihr der kommerzielle Erfolg ihrer eigenen musikalischen Tätigkeit zunächst versagt blieb, wurde sie eine sehr gefragte Verfasserin von Songs für international bekannte Popmusiker, u. a.:
- Kelly Clarkson – Walk away u. a.
- Céline Dion – Right In Front of You, Sorry for love, Taking Chances, Surprise Surprise
- Hilary Duff – Supergirl u. a.
- Delta Goodrem – Predictable
- Enrique Iglesias – Escape
- Lindsay Lohan –  Confessions of a Broken Heart
- Kylie Minogue – Spinning Around
- Kelly Osbourne – Shut Up
- The Pussycat Dolls – Beep u. a.
- Ashlee Simpson – Pieces of Me
- Britney Spears – Brave New Girl; Ooh Ooh Baby
- Nicole Scherzinger – Baby Love
- Demi Lovato – The Middle; Believe in Me
- Pink – Sober

Im deutschen Sprachraum ist u. a. die Band Juli bekannt, die für ihren Song Tränenschwer eine Melodie von DioGuardi benutzte.
Im Juli 2006 war DioGuardi als Jurymitglied in der US-amerikanischen Castingshow The One: Making a Music Star zu sehen, die jedoch sehr wenig Erfolg hatte und nach zwei Wochen eingestellt wurde. 2009 und 2010 war sie Jurymitglied in der erfolgreichen Castingshow American Idol.